# قلمرو گیاهان ۳بعدی
قلمرو گیاهان ۳بعدی (انگلیسی: Kingdom of Plants 3D) یک مجموعه مستند تاریخچه طبیعت با نویسندگی و اجرای دیوید اتنبرو است که به کاوش در طبیعت می‌پردازد. این مستند در طول یک سال در باغ گیاه‌شناسی سلطنتی، کیو فیلم‌برداری شد. این مجموعه نخستین بار در ۲۶ می ۲۰۱۲ از شبکه اسکای تری‌دی در بریتانیا و به صورت ۲ بعدی از اسکای آتلانتیک به‌طور همزمان عرضه شد. همچنین برای عرضه در سینمای آی‌مکس نیز برنامه‌ریزی شد.
هر یک از سه قسمت این مجموعه جنبه‌های مختلفی از زندگی گیاهان را کاوش می‌کند. «زندگی در مناطق مرطوب» توضیح می‌دهد که چه‌طور گیاهان اولین‌بار در مناطق مرطوب و نمناک ساکن شدند. «حل معماها» نیز به تکنیک‌های تولید مثل گیاهان می‌پردازد و «بقا» نشان می‌دهد که چه‌طور گیاهان به‌طور پیوسته با محیط پیرامونشان سازگاری می‌یابند. این مجموعه همچنین صحنه‌هایی از پروژه  MSBP  کیو را نیز نشان می‌دهد.
این مستند از قابلیت‌های متنوع فیلم‌برداری استفاده می‌کند و ویژگی‌های فعالیت‌های زنده، زمان گذر، سرعت بالا، مادون قرمز، ماکرو و میکرو را به کار می‌گیرد تا مفاهیم را به صورت زنده و نمایان نشان دهد. برخی از این تکنیک‌ها به صورت ۳بعدی اجرا شدند.
قلمرو گیاهان ۳بعدی نخستین مجموعه تلویزیونی سه بعدی اتنبرو است. فیلم‌های سه بعدی قبلی او هیولاهای پرنده ۳بعدی (۲۰۱۰) و شاه پنگوئن ۳بعدی (۲۰۱۱) بوده‌اند. همین گروه تولید اقدام به ساخت گالاپاگوس ۳بعدی کردند که در سال ۲۰۱۳ پخش شد.
یک برنامه مرتبط آی‌پد در ۲۳ می ۲۰۱۲ منتشر شد که با استفاده از فیلم‌ها و عکس‌های این مجموعه مستند به گذار در باغ گیاه‌شناسی کیو می‌پردازد. در برنامه اتنبرو کامنتی دارد: «شما می‌توانید انگشتتان را درعرض تبلت سوایپ (Swipe) کنید تا گیاه گل بدهد، نه تنها این، برگردونید سر جاش؛ خیلی بامزه است.»

## قسمت‌ها
| # | عنوان                  | تاریخ اصلی انتشار (بریتانیا) |
| - | ---------------------- | ---------------------------- |
| ۱ | «زندگی در مناطق مرطوب» | ۲۶ می ۲۰۱۲                   |
| ۲ | «حل معماها»            | ۲ ژوئن ۲۰۱۲                  |
| ۳ | «بقا»                  | ۹ ژوئن ۲۰۱۲                  |